# ایوری (کالیفرنیا)
ایوری (به انگلیسی: Avery) یک منطقهٔ مسکونی در ایالات متحده آمریکا است که در شهرستان کالاوراس، کالیفرنیا واقع شده‌است. ایوری ۱۱٫۶۶ کیلومتر مربع مساحت و ۱۵٬۵۰۵ نفر جمعیت دارد و ۱٬۰۳۳ متر بالاتر از سطح دریا واقع شده‌است.